# Systropus edwardi
Systropus edwardi är en tvåvingeart som beskrevs av Enrico Adelelmo Brunetti 1920. Systropus edwardi ingår i släktet Systropus och familjen svävflugor.
Artens utbredningsområde är Myanmar. Inga underarter finns listade i Catalogue of Life.